# Betinho - No Fio da Navalha
Betinho - No Fio da Navalha é uma série brasileira produzida pelo Globoplay em parceria com a AfroReggae. A série é baseada na biografia de Herbert José de Sousa, homem que é símbolo do combate à fome no Brasil. A primeira temporada estreia em 1º de dezembro de 2023 no streaming.
Betinho se tornou a primeira série brasileira indicada aos principais prêmios do Canneseries, festival realizado na cidade de Cannes na França que celebra o melhor da produção televisiva internacional.

## Enredo
A trajetória de Herbert José de Sousa o homem que foi um símbolo na luta pelo direito à alimentação. 

## Elenco
| Intérprete                      | Personagem                                          |
| ------------------------------- | --------------------------------------------------- |
| Júlio Andrade                   | Herbert José de Souza (Betinho)                     |
| Julia Shimura                   | Maria Nakano                                        |
| Filipe Bragança                 | Daniel de Souza                                     |
| Humberto Carrão                 | Henrique de Souza Filho (Henfil)                    |
| Ravel Andrade                   | Francisco Mário de Souza (Chico Mário)              |
| Luiz Bertazzo                   | Carlos Alberto Afonso (Camões/C.A.)                 |
| Michel Gomes                    | Átila Roque                                         |
| Walderez de Barros              | Maria da Conceição Figueiredo de Souza (Dona Maria) |
| Sílvia Buarque                  | Dona Maria (jovem)                                  |
| Murilo Grossi                   | Henrique José de Souza (Seu Henrique)               |
| Carlos de Niggro                | Funcionário Ibase                                   |
| Andréia Horta                   | Nádia Rebouças                                      |
| Elen Clarice                    | Lúcia Lara                                          |
| Thainá Gallo                    | Nívia Souza                                         |
| Leandra Leal                    | Irles Carvalho                                      |
| Fafá Rennó                      | Cleyde Afonso                                       |
| Anna Kutner                     | Tanda Souza                                         |
| Inês Peixoto                    | Wanda Figueiredo Souza                              |
| Marat Descartes                 | Dr. Walber Vieira                                   |
| Sirléa Aleixo                   | Terezinha Mendes                                    |
| Silvio Restiffe                 | Cândido Grzybowski                                  |
| Higor Campagnaro                | Marcos Arruda                                       |
| Ed Moraes                       | Herbert Daniel                                      |
| Mouhamed Harfouch               | Chico Buarque                                       |
| Elá Marinho                     | Elis Regina                                         |
| Thelmo Fernandes                | Nilo Batista                                        |
| Aramis Trindade                 | Zuenir Ventura                                      |
| Nelson Baskerville              | Dom Mauro Morelli                                   |
| Susana Ribeiro                  | Anna Maria Peliano                                  |
| Pascoal da Conceição            | José Saramago                                       |
| Roberto Pirillo                 | Secretário de Saúde                                 |
| Jackson Antunes                 | Onélio (pai de Irles)                               |
| Magali Biff                     | Jumelice (mãe de Irles)                             |
| Pedro Sotero                    | Thomaz Green Morton                                 |
| Guilherme Dourado               | Raimundo                                            |
| Antonio Haddad                  | Betinho (jovem)                                     |
| Gabriel Palhares                | Henrique Nakano de Souza (jovem)                    |
| Luís Vasconcelos                | Marcos Souza (jovem)                                |
| Pedro Botine                    | Ivan Souza (jovem)                                  |
| Joana Borges                    | Ana Paula                                           |
| João Pedro Zappa                | Felipe                                              |
| Joaquim Andrade                 | Henfil (criança)                                    |
| Bernardo Vasconcellos Guimarães | Chico Mário (criança)                               |
| Rodrigo Pintto                  | Mauro (jornalista)                                  |
| Bernardo Uemura                 | Henrique Nakano (criança)                           |
| Bárbaro Xavier                  | Aristides Camargo                                   |

## Prêmios e indicações
| Ano  | Premiação                                            | Categoria                                   | Indicação                   | Resultado | Ref.   |
| ---- | ---------------------------------------------------- | ------------------------------------------- | --------------------------- | --------- | ------ |
| 2024 | Prêmio ABC (Associação Brasileira de Cinematografia) | Melhor Direção de Fotografia de Série de TV | Pedro Sotero, ABC           | Indicado  | [ 9 ]  |
| 2024 | Prêmio Grande Otelo do Cinema Brasileiro             | Melhor Série de Ficção                      | Betinho - No Fio da Navalha | Indicado  | [ 10 ] |
| 2024 | Prêmio Grande Otelo do Cinema Brasileiro             | Melhor Ator de Série de Ficção              | Júlio Andrade               | Venceu    | [ 10 ] |
| 2024 | Emmy Internacional                                   | Melhor Ator                                 | Júlio Andrade               | Indicado  | [ 11 ] |
| 2024 | Melhores do Ano                                      | Ator de Série                               | Júlio Andrade               | Indicado  | [ 12 ] |